# Operazione Eichmann
Operazione Eichmann (Operation Eichmann) è un film statunitense del 1961 diretto da R. G. Springsteen con Werner Klemperer nel ruolo del protagonista. È il drammatico racconto della vita del criminale di guerra Adolf Eichmann, della sua carriera nelle SS, la sua partecipazione all'Olocausto, fino al suo rapimento in Argentina ad opera del Mossad.

## Trama
Vi si raccontano soprattutto gli anni della fuga di Eichmann con i suoi soggiorni in Germania, Madrid, Kuwait e infine Sudamerica. Il film inizia con l'ultimo mese in servizio 1944/45, quando Eichmann accelerò con veemenza la Soluzione finale della questione ebraica. Con compiaciuta soddisfazione egli assistette come ad un'azione di successo all'invio degli ebrei nelle camere a gas. Con orgoglio il film su Eichmann riscontra che egli, nella soppressione degli ebrei, stava indietro solo a Martin Bormann e a Heinrich Himmler. Poco dopo che la seconda guerra mondiale è persa, Eichmann deve sparire dalla circolazione.
A fianco della sua un po' sciocchina amante Anna Kemp, egli fugge di fronte alla polizia alleata, dapprima in Spagna, quindi in Kuwait e infine in Argentina, dove probabilmente si sente più al sicuro. Il capo locale dell'Organizzazione Nazista di Soccorso Kurt Kessner lo aiuta all'inizio, fino a quando la fama di Eichmann è tale da renderlo troppo "scottante". Nonostante la sua evidente paura, Eichmann non perde mai il suo buon umore e la sua signorile arroganza. Rintracciato in Buenos Aires alla fine degli anni 1950 dal Servizio segreto israeliano sulla base di un indizio proveniente dalla Repubblica Federale Tedesca, Adolf Eichmann, sopraffatto con un'azione svolta in una notte di nebbia, viene rapito e portato in Israele, dove verrà sottoposto a processo. A questo punto termina il film.